# Lex Luthor
Alexander Joseph "Lex" Luthor è un personaggio dei fumetti statunitensi creato da Jerry Siegel (testi) e Joe Shuster (disegni) nel 1940. È apparso per la prima volta su Action Comics (vol. 1) n. 23, pubblicato dalla DC Comics.
È uno dei più celebri supercriminali della DC Comics e riconosciuto come l'arcinemico di Superman. Mentre Superman rappresenta la speranza, l'altruismo e il potere usato per il bene comune, Luthor incarna l'ambizione sfrenata, l'egoismo e la supremazia dell'intelletto umano sul sovrumano.
A differenza di molti supercriminali, Luthor è un essere umano comune senza superpoteri né un'identità segreta. La sua vera forza risiede nella sua intelligenza senza pari, nella sua immensa ricchezza e nella sua autorevolezza su politica, scienza e tecnologia. Un genio con una straordinaria attitudine per gli affari e la manipolazione, è anche orgoglioso, calcolatore, pragmatico e vendicativo, guidato da un'insaziabile sete di controllo e privo di principi etici. Luthor non invidia i supereroi per i loro poteri, ma piuttosto per l'adorazione che ricevono. Crede che l'amministrazione che la società conferisce a loro sia un riconoscimento che gli appartiene di diritto. Convinto di avere l'intelletto e la capacità di guidare l'umanità, giustifica la sua ambizione con la convinzione che solo lui sia adatto a guidare il mondo. In molte versioni, Luthor vede Superman come una minaccia alla supremazia umana, cercando di eliminarlo non solo per rivalità personale, ma anche perché crede che l'esistenza di un essere onnipotente favorisca la dipendenza, impedendo all'umanità di raggiungere il suo pieno potenziale, mentre Superman percepisce Lex come un genio sprecato che potrebbe portare benefici al mondo se abbandonasse la sua ossessione distruttiva e la sua sfrenata sete di potere.
Nel corso delle diverse ere dei fumetti, Lex Luthor ha incarnato varie forme di malvagità. Nelle sue prime apparizioni, è stato descritto come uno scienziato pazzo narcisista ed egoista. Dalla metà degli anni '80, è stato più comunemente ritratto come uno spietato magnate aziendale, ossessionato dal potere e dal controllo, della società LexCorp, a Metropolis, e ha Mercy Graves come sua assistente e guardia del corpo. Dato il suo alto profilo di supercriminale, è spesso entrato in conflitto anche con Batman e altri supereroi dell'universo DC.
Sebbene Lex sia principalmente raffigurato come un supercriminale alleato con altri cattivi come Metallo, Parassita e Bizzarro, è stato anche ritratto come un antieroe che si allea con Superman e altri eroi quando la situazione lo richiede. Sebbene preferisca l'intelligenza e la strategia come armi primarie, occasionalmente indossa la sua "tuta da guerra" meccanizzata, un esoscheletro corazzato avanzato che gli garantisce superforza, capacità di volo, armi ad alta tecnologia e altri vantaggi tattici nel combattimento diretto.
Si è classificato al 4º posto nella classifica dei più grandi cattivi nella storia dei fumetti secondo IGN e all'8º posto della classifica dei 100 villains stilata da Wizard.

## Storia editoriale

### Creazione
Anche se il personaggio è normalmente descritto come un carismatico uomo d'affari, è stato originariamente raffigurato come uno scienziato pazzo, con i capelli rossi, che semina il terrore nel mondo con le sue armi futuristiche. Il personaggio in seguito divenne anche calvo, come risultato di un errore del disegnatore.
Nella sua prima apparizione (Action Comics (vol. 1) n. 23 dell'aprile 1940) Luthor, che non viene mai chiamato per nome, vive in una città volante su un dirigibile e complotta di voler provocare una guerra tra due nazioni europee. Lois Lane e Clark Kent indagano, ma la giornalista viene rapita. Luthor combatte Superman con un raggio verde ma il criminale ne esce sconfitto e Lois viene salvata. Superman distrugge il dirigibile con Luthor ancora al suo interno presupponendo che possa essere morto, anche se le prime storie in cui compare terminano sempre con la sua morte.
Nelle prime versioni, i piani di Luthor sono incentrati su guadagni finanziari o ambizioni da megalomane; a differenza delle più recenti incarnazioni, non dimostra una forte animosità nei confronti di Superman, ma solo un risentimento a causa dei continui interferimenti di Superman con i suoi piani. L'odio ossessivo di Luthor per Superman è arrivato più tardi quando è stato approfondito maggiormente il personaggio.
Nel 1944 Lex Luthor fu il primo personaggio di un fumetto (e uno dei primi nella finzione) ad usare una bomba atomica. Il Dipartimento della difesa degli Stati Uniti d'America (allora noto come Dipartimento della Guerra degli Stati Uniti) chiese che la pubblicazione di questa storia fosse ritardata; Il Dipartimento della Guerra chiese successivamente che i fumetti di Superman fossero rimossi nell'aprile del 1945, poiché in un numero Lex bombardava Superman con un cyclotron.

### Sviluppo
In una storia del 1960 di Jerry Siegel, in cui vengono narrate le origini di Luthor, viene rivelato che lui è stato un amico di infanzia di Clark Kent. Inoltre qui Luthor ha perso i capelli quando un incendio ha distrutto il suo laboratorio, incendio che Lex ha attribuito a Superboy, che stava cercando di salvarlo.
Dopo la serie del 1985 Crisi sulle Terre infinite, il personaggio è stato re-immaginato come un machiavellico criminale dei colletti bianchi, che diventerà in seguito presidente degli Stati Uniti.
Nella miniserie Man of Steel del 1986, John Byrne ridisegnò Lex Luthor da zero, immaginandolo come uno spietato dirigente aziendale. Inizialmente brutale e sovrappeso, il personaggio successivamente si è evoluto in una versione più slanciata e atletica. Inoltre Luthor non ha perso i capelli a causa di un incidente, ma sono caduti naturalmente nel tempo. Marv Wolfman, scrittore per Action Comics in un'intervista con Byrne prima della rinascita di Luthor, ha detto che:
(Marv Wolfman)
Il Lex Luthor della Modern Age ha subito abusi da bambino e viene da una famiglia povera. Nato nel quartiere Suicide Slum di Metropolis, ha da sempre avuto il desiderio di diventare autosufficiente. Da adolescente, stipula una ingente polizza assicurativa sui genitori senza che ne sappiano nulla, poi sabota i freni della loro auto, causandone la morte. Dopo la laurea al MIT, Luthor fonda la propria attività, LexCorp, che diventa l'azienda numero uno di Metropolis.

### Anni recenti
Negli anni 2000, vari scrittori hanno restituito al personaggio le sue radici come genio scientifico.
Superman: Birthright, una serie limitata scritta da Mark Waid nel 2004, offre una versione alternativa della storia di Luthor, tra cui la sua giovinezza a Smallville e il suo primo incontro con Superman. La storia ha somiglianze con la serie televisiva Smallville del 2001, che segue la vita di Clark Kent dall'adolescenza fino all'età adulta. Un elemento in comune tra il fumetto e la serie è il rapporto problematico di Lex Luthor con il ricco padre, Lionel.
Birthright reinventa anche il concetto della Silver Age di Luthor amico di Clark Kent da giovane. Durante un tentativo fallito di comunicare con Krypton, avviene un'esplosione che fa perdere i capelli di Luthor. L'intenzione originaria di Waid era di eliminare l'immagine di Lex Luthor come uomo d'affari malvagio, ripristinando lo status di scienziato pazzo. In Birthright, Luthor rimane un magnate aziendale; a differenza della caratterizzazione di Byrne, tuttavia, LexCorp è fondato sullo studio di Lex sulla vita extraterrestre, fornendo così un legame tra lui e Superman. Waid spiega:
(Mark Waid)
Birthright, almeno all'inizio, avrebbe dovuto stabilire una nuova origine per Superman e Lex Luthor. Tuttavia, con grande delusione da parte di Waid, la canonicità della serie fu screditata da storie che la seguivano. Una biografia di Lex, successivamente delineata in Action Comics n. 850, è apparsa per la prima volta nella serie limitata del 2007 Countdown to Final Crisis n. 34. L'attuale origine di Luthor sembra essere un insieme degli aspetti della continuity della Silver Age e della miniserie The Man of Steel.

## Biografia del personaggio

### Le origini
Originariamente (nella versione Golden Age e Silver Age) Luthor era uno scienziato pazzo, un brillante medico e ricercatore che utilizzava le proprie conoscenze e risorse non per il bene dell'umanità, ma per uccidere Superman e assumere il potere assoluto sulla Terra e su tutto l'universo. A tale scopo si alleerà con altri nemici di Superman, come Brainiac, che riconosce allo scienziato un intelletto pari al suo. L'odio di Luthor per il kryptoniano inizia quando nel laboratorio di chimica del Liceo di Smallville, dove Luthor studiava con il giovane Clark Kent, si sviluppa un incendio che provoca la reazione di alcune sostanze chimiche le cui esalazioni provocano la totale perdita dei capelli a Luthor; il contemporaneo ingresso dell'allora Superboy, intervenuto per domare le fiamme, fa pensare a Luthor che proprio Superboy sia stato la causa della reazione chimica e della sua irreversibile calvizie.
In seguito Luthor finirà su un pianeta lontano in rovina, nelle cui rovine però giace una tecnologia avanzatissima. Dopo aver compreso la scienza aliena, Lex ricostruirà il pianeta e ne diventerà eroe e protettore, arrivando a sposare un'abitante del pianeta, che gli darà anche un figlio. Per gratitudine la popolazione cambierà il nome del pianeta in Lexor. Lex però continuerà lo stesso a sfidare Superman, che su Lexor è visto come un criminale.
Il pianeta tuttavia aveva un nucleo instabile e minacciava quindi di esplodere da un momento all'altro, così Lex riuscirà a costruire una macchina in grado di mantenere stabile il nucleo del pianeta. Mentre lavorava al progetto però, lo scienziato troverà una tuta potenziante che gli dona poteri pari a quelli di Superman, e cederà al desiderio di vendetta. Si dirigerà quindi sulla Terra per sfidare di nuovo il nemico, portando poi la sfida su Lexor. Sfortunatamente un raggio della tuta di Luthor distruggerà la macchina stabilizzatrice, distruggendo Lexor. Accecato dal dolore, Luthor darà la colpa a Superman e ritornerà ad essere un criminale.

### L'ascesa al potere
In Man of Steel Luthor è ritratto da John Byrne come un industriale machiavellico, un uomo corrotto dell'alta società, un genio in ingegneria, informatica, cibernetica, scienze biologiche, radiologiche e genetiche. Nato in una famiglia di indigenti che vivevano nel famigerato quartiere Suicide Slum, il giovane Lex è grande amico di Perry White, il quale assiste alle numerose scenate dei genitori, e rimane orfano a causa di un incidente su cui non viene mai fatta piena luce. In seguito a questo lutto, Lex Luthor viene affidato al coniugi Casey ed Elaine Griggs, con cui instaura rapporti molto conflittuali. Dopo aver intascato un premio assicurativo pari a 300.000 dollari per l'incidente che gli ha portato via i genitori, Luthor investe abilmente la quota, gettando le basi per la LexWing, gruppo aereo all'avanguardia che lo pone al centro di fortunate attività lucrose.
Dopo anni di astute manipolazioni di mercato, di intrighi finanziari e di omicidi a tradimento, il giovane magnate fonda la LexCorp, una multinazionale le cui attività comprendono lo spettacolo, le comunicazioni, la produzione di armi, le partecipazioni bancarie e finanziarie, le sperimentazioni di tecnologie segrete riservate agli agenti del governo degli Stati Uniti. In poco tempo, questo colosso finanziario assicura a Luthor il posto di terzo uomo più ricco del mondo. Le sue collaboratrici più strette e fidate sono Mercy e Hope, presunte discendenti delle Amazzoni.

### L'arrivo di Superman
Dopo aver trucidato senza pietà ogni persona capace di frenare la sua ascesa al potere, Luthor riconosce in Superman l'ultimo ostacolo al potere assoluto da sempre bramato, e nel tentativo di ucciderlo arriva a studiare tutte le forme di kryptonite. Nei laboratori segreti della Lexcorp, egli produce una massiccia quantità di kryptonite sintetica.
Luthor ha usato la sua nuova identità di suo figlio per sedurre Supergirl e continuare a tormentare Superman da dietro le quinte. Tuttavia, tutto si è rapidamente distrutto quando il nuovo corpo del clone di Luthor ha cominciato a peggiorare e invecchiare a grande velocità. Lois Lane riesce a scoprire che Lex ha ucciso un'impiegata della LexCorp e ha incastrato per anni un uomo innocente di assassinio. Ciò ha portato Lois a scoprire la verità su Lex che ha finto la morte salvo poi ritornare come il figlio. Luthor, infastidito dalle indagini della giornalista, ha licenziato Lois dal Daily Planet. Lois non si è scoraggiata e, con l'aiuto di Superman, ha svelato i piani di Lex, la falsa morte e le sue attività criminali al pubblico. Luthor, poco prima che il suo corpo invecchiasse rapidamente a tal punto da non potersi più muovere o comunicare, avrebbe attivato il "Piano Doomsday" per distruggere Metropolis. La città venne distrutta e milioni di persone perirono, mentre Luthor rimane prigioniero permanentemente nel corpo clonato. Tuttavia, gli aiuti sarebbero entrati sotto forma di demone Neron. Luthor vendette la sua anima in cambio di Neron che ripristina il suo corpo per una salute perfetta. Ritornando in una Metropolis ricostruita, Luthor si è rivolto alla polizia e viene messo in giudizio. Luthor, che è stato assolto da tutti i crimini, ha affermato di essere stato rapito da scienziati traditori che lo hanno sostituito con un clone responsabile di tutti i crimini di cui è stato accusato.
Successivamente, riprogramma Brainiac, inventa Metallo, un robot alimentato da un frammento di kryptonite e, pur di sbarazzarsi di Kal-El crea Bizzarro, un clone tragico dalla logica capovolta e dalla pelle biancastra.

### La filantropia
Lex Luthor aveva coltivato un'immagine popolare di grande filantropo. È stato determinante nel contrastare la tecnologia aliena, trasformando Metropolis in una vera "Città del domani". Quando Gotham City è stata distrutta da un terremoto e abbandonata dal governo americano, la LexCorp ha assunto l'enorme compito di ricostruire la città. Più tardi, Luthor ha giocato anche un ruolo strumentale nell'assistere la Lega di Giustizia nel ricaricare il sole durante la trama di Final Night.
Nonostante il suo odio per Lois Lane per aver temporaneamente distrutto il suo malvagio impero criminale, Lex Luthor cova un profondo amore per lei. In diverse occasioni Luthor ha commentato che se Superman non fosse arrivato in Metropolis, Lex avrebbe usato il suo tempo e l'energia per perseguire romanticamente Lois e sposarla. È stato sposato otto volte nella sua vita, anche se i primi sette matrimoni si sono verificati fuori dal passato di Luthor, prima che Superman si presentasse in Metropolis. Mentre i suoi precedenti sette matrimoni furono accennati per essere basati sull'amore (o come vicino al concetto di amore come Lex Luthor lo capisce), l'ottavo matrimonio di Luthor con Contessa Erica Alexandra del Portenza (o 'La Contessa' come era chiamata) era un matrimonio che si basava sulla manipolazione reciproca e l'avidità. La Contessa aveva acquistato un interesse controllante in LexCorp dopo che Luthor fu esposto come male, forzando Lex in un matrimonio con lei per riprendere il controllo sull'azienda. Il matrimonio è stato condannato sin dall'inizio come i due hanno combattuto costantemente e non si sono mai amati l'un l'altro. La Contessa è rimasta in gravidanza con il figlio di Lex e ha iniziato a usare il figlio non ancora nato per dominare Lex nel fare la sua offerta. La risposta di Luthor alle azioni di Contessa era quella di usare il suo desiderio di essere incosciente durante il parto per bloccarla nel basamento della sua sede aziendale in uno stato inconscio permanentemente drogato. Luthor ha assunto come un singolo padre a sua figlia (chiamata Lena, dopo la sua sorella e la zia adottata) e ha promesso di non nuotare di nuovo, affermando di non voler mai condividere l'amore di sua figlia con nessun altro. È stato poi implicito che Lex uccise i mesi di Contessa dopo (la sua morte avvenne in un incendio dell'ospedale), anche se nessun corpo fu mai ritrovato.

### Presidente degli Stati Uniti
Dopo aver lottato anni e anni per il potere supremo sulla Terra, nel 2000 Lex Luthor decide di entrare in politica vincendo le elezioni e ottenendo la carica di Presidente degli Stati Uniti, in seguito a vertiginosi indici di gradimento dopo la ricostruzione di Metropolis e Gotham City. La sua prima azione come presidente era quella di adottare una proposta di moratoria sui combustibili a base di fossili al Congresso degli Stati Uniti d'America.
Luthor è aiutato dall'estrema impopolarità della precedente amministrazione per la cattiva gestione della crisi del terremoto di Gotham City (come descritto nella trama di Batman: Terra di nessuno) e dei suoi sforzi apparentemente eroici per ricostruire la città del Cavaliere Oscuro. Dopo sei mesi, Gotham viene ricostruita e ricongiunta agli Stati Uniti. Batman scopre infine che l'intero sfacelo era solo colpa di Luthor mentre tentava di prendere il controllo di Gotham falsificando gli atti di proprietà per la terra in suo nome. Ciò causa l'interruzione di tutti i legami commerciali tra Bruce Wayne, il governo degli Stati Uniti e la sua compagnia, la Wayne Enterprises, in segno di protesta contro l'elezione di Luthor come presidente. Luthor risponde a sua volta organizzando l'omicidio dell'amante di Wayne, Vesper Fairchild, e incolpando Wayne per l'omicidio (come visto in Bruce Wayne: Fuggitivo).
Il primo trionfo del primo mandato di Luthor, in cui coordina l'esercito americano, i supereroi della Terra e una serie di forze aliene non affidabili per combattere Imperiex. Come si scopre, tuttavia, Luthor sapeva in anticipo dell'invasione aliena e non ha fatto nulla per avvisare gli eroi della Terra, portando così alla distruzione di Topeka, in Kansas, da una sonda spaziale di Imperiex. L'obiettivo di Luthor era che egli venisse ricordato come un grande leader durante una guerra così decisiva.
La sua ex moglie, la contessa Erica Alexandra del Portenza, è ora il suo peggior nemico dopo Superman.

### Criminali uniti e Crisi Finale
Luthor diede vita ad un'alleanza criminale denominata "Società segreta dei supercriminali", una sorta di sindacato criminale con a capo, oltre a Lex, il Calcolatore, il Dr. Psycho, Deathstroke, Talia al Ghul, e Black Adam. In realtà a formare la società fu Alexander Luthor Jr. (originario di Terra 3 del multiverso prima di Crisi sulle Terre infinite).
L'intento di Alexander Luthor era quello di raccogliere un gruppo di super criminali per recuperare i supereroi chiave che avevano legami di parentela con il Multiverso.
La società si sciolse poco dopo che Vandal Savage decise di abbandonarla, quando si scontrò con i Segreti Sei, un sestetto criminale ideato dal vero Lex Luthor per contrastare la Società.
Ma durante Crisi finale un misterioso criminale chiamato Libra tornò a radunarli e, per convincere proprio Luthor e Savage ad appoggiarlo, uccise Martian Manhunter.
Quando Lex Luthor si rifiutò di nuovo di allearsi con lui e permettergli di dare la caccia a Superman, Libra utilizzò Clayface per far saltare in aria il palazzo del Daily Planet, ferire gravemente Lois Lane e rimuovere Superman dal guadagnare terreno. Libra si rivelò essere il Profeta di Darkseid e costrinse la Fiamma Umana a sentire l'equazione anti-vita, tramutandolo in uno schiavo guerriero demente conosciuto come Giustificatore.
Dato che Lex Luthor gli tese un agguato quando Superman non si fece vedere, Libra circondò Luthor con il Giustificatore. Libra disse a Lex Luthor di fare una scelta: giurare fedeltà a Darkseid o essere trasformato in Giustificatore. Lex Luthor rimase silente riguardo a tutto ciò, ma fu preso per condurre una guerra di retro guardia contro gli eroi a Blüdheaven. Luthor la prese come un onore, sebbene non ne sembrò contento.
Avendo scoperto che Lex Luthor era una talpa, Libra tentò di ucciderlo. Usando un dispositivo per disinnescare l'elmetto del Giustificatore, Lex Luthor dunque sparò a Libra, quasi uccidendolo, quindi utilizzò il Giustificatore per combattere le Furie.

### La notte più profonda
Durante La notte più profonda, quando le lanterne sdoppiano i loro anelli per sconfiggere Nekron, Luthor ottiene la copia dell'anello del potere arancione di Larfleeze, poiché viene riconosciuta in lui grande avarizia. Nonostante inizialmente combatta il nemico, la sua sete di potere lo porta ad aggredire i suoi compagni; viene fermato da Larfleeze stesso, che gli toglie l'anello e lo lascia in custodia degli altri eroi al termine dell'evento.

### New 52
Quando Barry Allen altera la storia dell'Universo DC a causa delle macchinazioni del Professor Zoom, Luthor compare anzitutto in Action Comics come uno scienziato assunto dal generale Lane per catturare Superman, ma nonostante riesca nell'impresa, l'arrivo di Brainiac lo costringe a liberare il nemico. Anche qui, Luthor è fondatore e proprietario della LexCorp.

### Forever Evil
Mentre si trova in prigione, Lex riceve la visita di Pandora, una donna misteriosa che credeva di poter aprire la sua scatola con l'oscurità del suo cuore, ma un gruppo di eroi guidati da Wonder Woman si è infilato nella sua cella per tentare di impadronirsi della scatola. Qualche tempo dopo, Luthor viene rilasciato dalla prigione e ritorna a ricoprire il ruolo di CEO della LexCorp.
Durante un incontro con Thomas Kord, l'elicottero in cui si trovavano perde potenza e si schianta a causa di un blackout. Dopo aver tentato di salvare Kord, Lex vide il conquistatore alternativo di realtà Ultraman che entra nella Lexcorp e distrugge il pezzo di Kryptonite nella sua cassetta di sicurezza. Più tardi, Luthor guarda alla televisione il Sindacato del Crimine che annuncia la conquista del mondo, e Ultraman oscurare il sole.
Deciso a non permettere al Sindacato di governare il suo mondo, riprende l'armatura da battaglia progettata per combattere Superman e libera un clone imperfetto del suo nemico, il Soggetto B-0. La Lega di Luthor attacca i resti della Torre di Guardia della Justice League, dove ha sede il Sindacato. Black Manta uccide l'Outsider (la versione malvagia di Alfred Pennyworth), mentre Batman tenta di liberare Nightwing, che ha una bomba collegata al suo cuore: si disattiverà solo se esso smetterà di battere. Quando i criminali sembrano avere la meglio, liberano accidentalmente un prigioniero del Sindacato; egli si rivela essere Alexander Luthor, il doppione di Lex, che si trasforma poi in Mazahs (un'altra versione di Shazam) ed uccide Johnny Quick, assorbendo i suoi poteri, e dichiara di voler uccidere tutti i presenti, allo scopo di diventare "il più grande eroe che questo mondo abbia mai conosciuto". Nel frattempo, Luthor ferma il cuore di Nightwing, disinnescando la bomba; successivamente, lo riattiverà grazie ad un farmaco cardiaco. Alexander Luthor si scontra con Sinestro e Black Adam (non subendo danni dal suo fulmine Shazam, che però abbatte Superwoman), per poi uccidere Bizzarro; furioso, Lex lo aggredisce. Prima di venire battuto, questi si rende conto che lui ed il suo avversario hanno la stessa voce: urlando la parola magica, evoca un fulmine oscuro che colpisce Alexander e lo fa tornare umano. Lex lo uccide, per poi avventarsi su Ultraman, che viene indebolito dai raggi di sole (Sinestro e Adam interrompono l'eclissi causata da Kal-Il); morente, implora Luthor di ucciderlo, ma questi, invece, lo cattura assieme a Superwoman. Subito dopo, incontra ed elimina anche Atomica, schiacciandola.
Luthor salva la vita a Superman, rimuovendo il frammento di kryptonite inserito nel suo cervello, e viene celebrato come un eroe. Gli altri criminali che lo hanno aiutato si vedono ripulita la fedina penale. Lex si rende inoltre conto che Batman, in realtà, è Bruce Wayne.

### Membro della Justice League
Come conseguenza dell'invasione, l'opinione pubblica nei confronti di Lex Luthor era incredibilmente favorevole e a lui piaceva questa condizione. Nel tentativo di continuare ad essere considerato un eroe, ha cercato di convincere la Justice League a reclutarlo, ma inizialmente non riuscì nel suo intento. La Justice League decise che Lex avrebbe potuto unirsi a loro, poiché se non lo avessero accettato avrebbe continuato la sua crociata anche in modo scorretto.
In una delle prime missioni di Luthor insieme alla Justice League, stavano localizzando l'anello del membro del Sindacato del Crimine Power Ring, che passò nelle sue mani dopo la morte di Jessica Cruz.
Dopo aver ampliato la LexCorp ad un open house, Luthor fu attaccato da un assassino di nome Neutron. Anche se Lex e la Justice League hanno respinto Neutron, l'assassino ha accidentalmente rilasciato il progetto segreto della LexCorp - il virus Amazo - che ha trasformato tutta la Metropolis in una zona di quarantena. Luthor e la JL lavorarono insieme per contenere il virus e guarire tutti gli infetti.

### Il nuovo Superman
Dopo la morte di Superman New 52, Luthor decide di prendere il simbolo dell'Uomo d'Acciaio con una nuova armatura da battaglia (apparentemente alimentata da una Scatola Madre) per proteggere Metropolis, ma è affrontato dal pre-Flashpoint Superman, che si rifiuta di credere che le intenzioni di Luthor siano nobili come afferma. Ciò comporta un breve conflitto tra i due prima dell'arrivo di Doomsday. Nonostante l'incertezza di Superman su Luthor e viceversa, i due decidono di collaborare per arginare la minaccia: mentre Lex si concentra sull'evacuazione dei civili, Superman si occupa di Doomsday grazie all'esperienza che ha avuto in passato. Dopo che la crisi è finita, Superman discute con Luthor e si convince che non abbia nessuna attività criminale, accettando di lasciarlo continuare ad agire come eroe usando il suo logo quando Superman.
In seguito però Luthor viene attaccato da un guerriero alieno che attacca coloro che, secondo le sue visioni del futuro, continueranno a commettere diversi atti di morte e violenza, ma Superman arriva in soccorso di Lex, sostenendo che il futuro può essere cambiato e che farà del suo meglio per assicurare che il futuro oscuro che l'alieno prevedeva per Lex non avverrà mai.

## Poteri e abilità

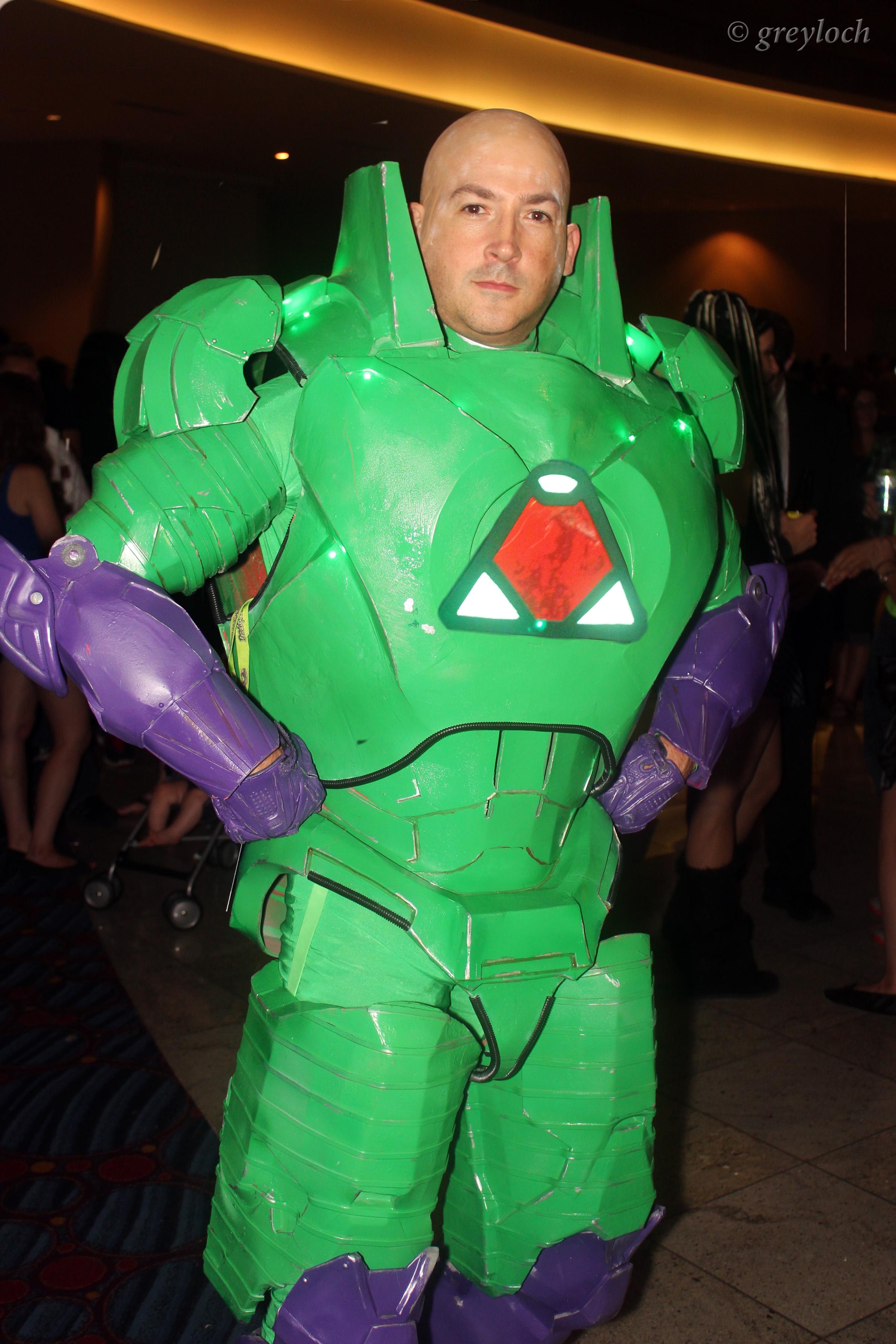
Un cosplay dell'armatura di Luthor

Lex Luthor tradizionalmente non ha superpoteri o una doppia identità ma ciò non lo rende meno pericoloso. Praticamente per tutta la sua storia editoriale, è stato descritto come l'uomo più intelligente dell'universo DC e uno degli esseri più intelligenti di qualsiasi pianeta.  Genio dal quoziente intellettivo pari a 200, possiede una memoria eidetica e apparentemente ha padroneggiato ogni forma di scienza conosciuta, inclusi i viaggi nello spazio, i viaggi extra-dimensionali, la biochimica, la robotica, l'informatica, i polimeri sintetici, le comunicazioni, le mutazioni, i trasporti, l'olografia, la generazione di energia, la spettroscopia e il viaggio nel tempo. Laureatosi in ingegneria e fisica a soli 18 anni, oltre che come inventore e meccanico, Luthor ha risolto complicate equazioni in pochi minuti, trovato cure per le malattie nel profondo pensiero e trovato modi per migliorare l'umanità pur approfittando della sua distruzione. Con l'eccezione dell'entità aliena Brainiac e l'occasionale Batman, Luthor non vede nessun altro essere come un pari intellettuale.
Il suo genio si estende anche agli affari (è una delle persone più ricche del mondo, la cui immensa fortuna è seconda solo agli imprenditori come Bruce Wayne e Steve Dayton) e alla politica (è stato eletto presidente degli Stati Uniti ed è spesso il capo dei gruppi di supercriminali a cui ha fatto parte). Al culmine del potere della LexCorp, Luthor possedeva praticamente ogni impresa nella città di Metropolis.
Anche se generalmente preferisce non sporcarsi le mani e lasciare che siano i suoi uomini a farlo, Luthor si è allenato nel combattimento corpo a corpo, in particolare nel Karate. Del resto la sua abilità combattiva viene dimostrata molto raramente.

### Armamenti
Talvolta indossa un'armatura esoscheletrica e un arsenale di armi incorporate, tra cui missili di varia natura.

## Altre versioni

### Capitan Carota e la sua Stupefacente Squadra Zoo
La serie degli anni '80 Capitan Carota e la sua Stupefacente Squadra Zoo hanno presentato la terra parallela di "Terra-C", un mondo popolato da supereroi animali divertenti. Il Capitano Carrot, nella sua identità segreta di Rodney Rabbit, è il creatore del fumetto di supereroi Just'a Lotta Animals (una versione animale della Justice League of America). Il Capitano Carrot e lo Zoo alla fine scoprono che i personaggi dei fumetti di Rodney vivono su "Earth-C-Minus", in un altro universo alternativo. Terra-C-Minus è la casa di "Lex Lemur", una controparte lemure di Lex Luthor che ha combattuto la sua nemesi, l'eroico Super-Scoiattolo.

### Il cavaliere oscuro colpisce ancora
Ne Il cavaliere oscuro colpisce ancora, seguito della miniserie di Frank Miller Il ritorno del Cavaliere Oscuro, Lex Luthor ha in mano l'America, governandola in gran segreto assieme a Brainiac: il presidente degli Stati Uniti d'America infatti non è altro che un'immagine al computer. Tutti i supereroi del pianeta sono suoi prigionieri (come Barry Allen, che fornisce elettricità ad un terzo della nazione correndo come un criceto in gabbia, o Ray Palmer ridotto a dimensioni microscopiche in balia di microrganismi marini) o altrimenti ricattati e obbligati a servirlo, come Capitan Marvel, Wonder Woman e soprattutto l'arcinemico Superman. Batman e i suoi Batboys cominciano a fargli la guerra, inneggiando alla rivolta. Lex verrà infine ucciso dal figlio di Hawkman e Hawkgirl.

### Pocket universe
In un "universo tascabile" creato da Time Trapper, esisteva una versione buona di Lex Luthor. Anni dopo che Superboy (il suo unico eroe della realtà) è morto per proteggere l'universo tascabile, Lex rilascia casualmente tre criminali della Zona Fantasma guidati dal generale Zod. Senza altri esseri superpotenti nel suo universo per affrontarli, Lex crea la sua Supergirl, un essere artificiale composto da proto-materia e basato sull'immagine e sui ricordi di una Lana Lang recentemente uccisa. Poiché la sua Supergirl artificiale non è abbastanza forte per combattere i tre Kryptoniani, Lex la manda nell'universo mainstream DC per arruolare l'aiuto di Superman. Durante la battaglia finale con i criminali di Krypton, Lex viene ucciso mentre pilota un jet da combattimento. Con l'ultima delle sue forze, dice a Superman dove si trova l'ultima fornitura di Kryptonite della sua Terra. Superman lo usa per giustiziare i criminali kryptoniani, poiché i cattivi hanno ucciso tutti su quella versione della Terra.

### Superman: Red Son
Nell'elseworld Superman: Red Son Lex Luthor è uno scienziato americano, sposato con Lois Lane che combatte contro l'uomo d'acciaio sovietico creando continuamente creature con il DNA del kryptoniano. Riesce anche a decodificare l'anello da Lanterna Verde di Abin Sur (precipitato anni prima a Roswell) e a darlo al colonnello Hal Jordan, formando poi il Corpo Marine delle Lanterne Verdi. Alla fine della serie Lex, divenuto presidente degli Stati Uniti, riesce apparentemente a liberare la Terra da Superman e far prosperare l'umanità oltre ogni più rosea aspettativa.

### Amalgam Comics
Nell'universo Amalgam Lex Luthor si fonde col Teschio Rosso, criminale nazista della Marvel Comics, diventando il Teschio Verde, nemesi del Supersoldato, a sua volta unione di Superman e Capitan America. Il suo nome è dovuto al fatto che Lex ha assunto un siero prodotto dalla kryptonite che ne ha rallentato l'invecchiamento.

### Kingdom Come
In Kingdom Come, Lex Luthor è ancora vivo e vegeto e ha organizzato il Fronte di Liberazione dell'Umanità. Questo gruppo è principalmente formato dai supercriminali della Silver Age, inclusi i nemici di Batman, Catwoman, l'Enigmista, Vandal Savage, il Re (leader della Banda della Scala Reale), così come cattivi di terza generazione, quale il successore di Ra's al Ghul, Ibn al Xu'ffasch (figlio di Batman e Talia). Il Fronte di Liberazione dell'Umanità lavora per strappare il controllo del mondo dalla volontà dei superumani. L'arma segreta di Luthor è l'ormai adulto Billy Batson, che tiene sotto controllo. Batson, che diventa Capitan Marvel quando pronuncia la parola "Shazam!", è l'unico essere capace di tenere testa a Superman.

### La biografia non autorizzata
Nel volume Lex Luthor: la biografia non autorizzata, scritto da James D. Hudnall e disegnato da Eduardo Barreto, sono narrate le origini di Luthor tramite l'immaginario scrittore Peter Sands. Viene delineata una personalità calcolatrice e spietata già presente in un Luthor ragazzino, che arriva a pianificare la morte dei suoi genitori che odia perché troppo stupidi.

### Diritto di nascita
Le sue origini sono state rinarrate da Mark Waid nella miniserie Superman: Diritto di nascita del 2004, ispirandosi alla versione del personaggio interpretata da Michael Rosenbaum in Smallville. Come nella serie televisiva Luthor è figlio di Lionel, miliardario senza scrupoli. Secondo il canone Post-Birthright/Pre-Infinite Crisis, Lex uccise i genitori, ma poi assunse un attore che doveva fingere di essere suo padre Lionel, quando si trasferì a Smallville. Lex frequentò la scuola a Smallville dove conobbe Clark Kent (l'alter ego di Superman). I due diventarono amici. L'amicizia non durò a lungo e infatti Lex diventò uno scienziato pazzo con ambizioni di conquista del mondo e un odio sfrenato con intenti omicidi verso l'ex amico Superman. Per questo crea un clone imperfetto di Superman, Bizzarro, che però verrà sempre sconfitto da Superman.

### Trinità
Nella serie Trinità, la realtà è alterata in modo che Superman non esista. In questa timeline alternativa, il Dr. Lex Luthor è membro del gruppo di eroi underground noto come The League.

### Flashpoint
Nella timeline alternativa dell'evento Flashpoint, un giovane Lex Luthor è affiancato da suo padre, Lionel Luthor, che sta supervisionando gli alieni insieme al generale Sam Lane. Quando viene mostrato il Soggetto 2 tenuto in vetro in cattività, il Soggetto 2 scoppia e attacca le guardie e il giovane Lex. Lionel, nel tentativo di salvare la propria vita, usa Lex come scudo umano. Successivamente viene ucciso o gravemente ferito.

## Personalità
Il personaggio è un potente miliardario americano, magnate, scienziato di talento, inventore, filantropo della città di Metropolis e una delle persone più intelligenti dell'universo conosciuto. È un personaggio pubblico carismatico e noto, ed è intento a liberare il mondo dall'alieno Superman, che Lex Luthor vede come un ostacolo ai suoi folli piani e come una minaccia per l'esistenza stessa dell'umanità. Dato l'elevato status di Lex come supercriminale, è spesso entrato in conflitto con Batman e altri supereroi dell'Universo DC.
Luthor è il proprietario di una società chiamata LexCorp, con Mercy Graves come sua assistente personale e guardia del corpo. Egli è ben noto per la sua filantropia, donando ingenti somme di denaro per Metropolis nel corso degli anni, il finanziamento di parchi, fondazioni e associazioni di beneficenza.

### Caratteristiche salienti
Luthor è geniale e calcolatore ma anche estremamente crudele, egoista, arrogante, subdolo, freddo e assetato di potere, caratterizzato da una personalità sociopatica che maschera con la filantropia; è un capitalista, un industriale moralmente corrotto e machiavellico, i cui unici propositi sono il dominio del mondo e la sconfitta di Superman, che considera una minaccia per la Terra. Inoltre, vede se stesso come un eroe e Superman come un criminale. Lex Luthor è diventato inizialmente nemico di Superman per il semplice fatto che un giorno, involontariamente, utilizzando il super-soffio senza accorgersi della presenza di Luthor, il ragazzo d'acciaio gli fece perdere tutti i capelli. Le motivazioni si sono modificate ed evolute nel tempo, ma l'odio e la rivalità nei confronti del supereroe sono rimaste immutate.
Le versioni cinematografiche e televisive attribuiranno, invece, questo odio a motivi diversi. Lex abitò a Smallville, dove divenne il migliore amico di Clark Kent, il futuro Superman; e, ironia della sorte, a Metropolis i due sono acerrimi nemici. La sete di potere di Luthor lo ha portato alla presidenza degli Stati Uniti d'America. È uno degli uomini più ricchi e potenti della Terra e proprietario della Società per azioni, LexCorp. Tramite le sue aziende è in grado di ottenere tutte le armi di cui ha bisogno, o di creare addirittura della kryptonite sintetica, per fronteggiare l'Uomo d'Acciaio. È, insieme ad Agamennone, il fondatore della Lega dell'Ingiustizia, un gruppo che comprende i più pericolosi criminali del mondo, tra cui Joker. Nei combattimenti normalmente utilizza un'armatura verde che ne potenzia il fisico, gli permette di volare e con incluse delle armi. Ha anche scoperto la vera identità di Superman. Ha come avversario anche Batman, che più volte ha fatto squadra con Superman e la Lega della Giustizia per contrastarlo. Essendo un miliardario, un alto esponente della politica e dell'economia, Luthor è un criminale che commette reati tipici dei "colletti bianchi", e, avendo molto denaro, una grande influenza politica e un'enorme schiera di avvocati riesce sempre a nascondere le prove dei suoi reati o comunque a uscirne impunito. Nei fumetti Lex Luthor appare come il più importante cittadino di Metropolis e probabilmente l'uomo più intelligente del pianeta. Essendo il più pericoloso e famoso tra i nemici di Superman è comparso in tutte le opere a lui dedicate, dai film, ai cartoni animati, alle serie TV.
Luthor si è piazzato ottavo nella lista di Wizard dei "100 più grandi cattivi di sempre" sedicesimo nella lista, sempre di Wizard, dei "200 più grandi personaggi dei fumetti di tutti i tempi" e quarto in quella di IGN dei "100 più grandi cattivi dei fumetti di tutti i tempi".

## Altri media

### Cinema

#### Lungometraggi
- Atom Man vs. Superman (1950): serial cinematografico, in cui è interpretato da Lyle Talbot.[50]

#### Serie di film 1978–1987

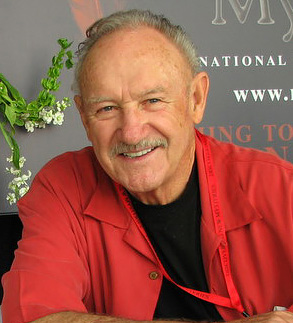
Gene Hackman, interprete di Lex Luthor nei film Superman, Superman II e Superman IV.

- Lex Luthor compare come antagonista in tre di quattro film della serie cinematografica con Christopher Reeve come Superman.
  - In Superman (1978), Lex Luthor è l'antagonista principale del film, interpretato da Gene Hackman. Qui è motivato esclusivamente dal denaro, con il desiderio di ottenere una grande fortuna per dimostrare il suo genio. Sebbene sia pelato, ha una varietà di parrucche per nasconderlo. Risiede in una grande tana sotterranea ad alta tecnologia in un terminal ferroviario abbandonato. E' aiutato dal suo goffo scagnozzo Otis, così come la sua compagna colpevole, Eve Taschmacher. Luthor ha in programma di lanciare un missile nucleare sulla faglia di Sant'Andrea, causando la distruzione della California affondandola sotto il mare, trasformando i suoi stati vicini in proprietà sulla spiaggia. Sebbene Luthor quasi uccida Superman usando la kryptonite, Superman fugge con l'aiuto di Taschmacher. Dopo aver riparato i danni nella regione di Sant'Andrea, Superman consegna Luthor e Otis alle autorità.
  - Compare anche nel seguito Superman II (1980) nel quale cerca rivincita contro Superman, alleandosi con il Generale Zod e i suoi tirapiedi, Ursa e Non.[51]
  - Ritorna nell'ultimo film della saga accompagnato dal nipote Lenny, Superman IV (1987), in cui crea l'Uomo Nucleare.[52]Kevin Spacey, interprete di Lex Luthor nel film Superman Returns.

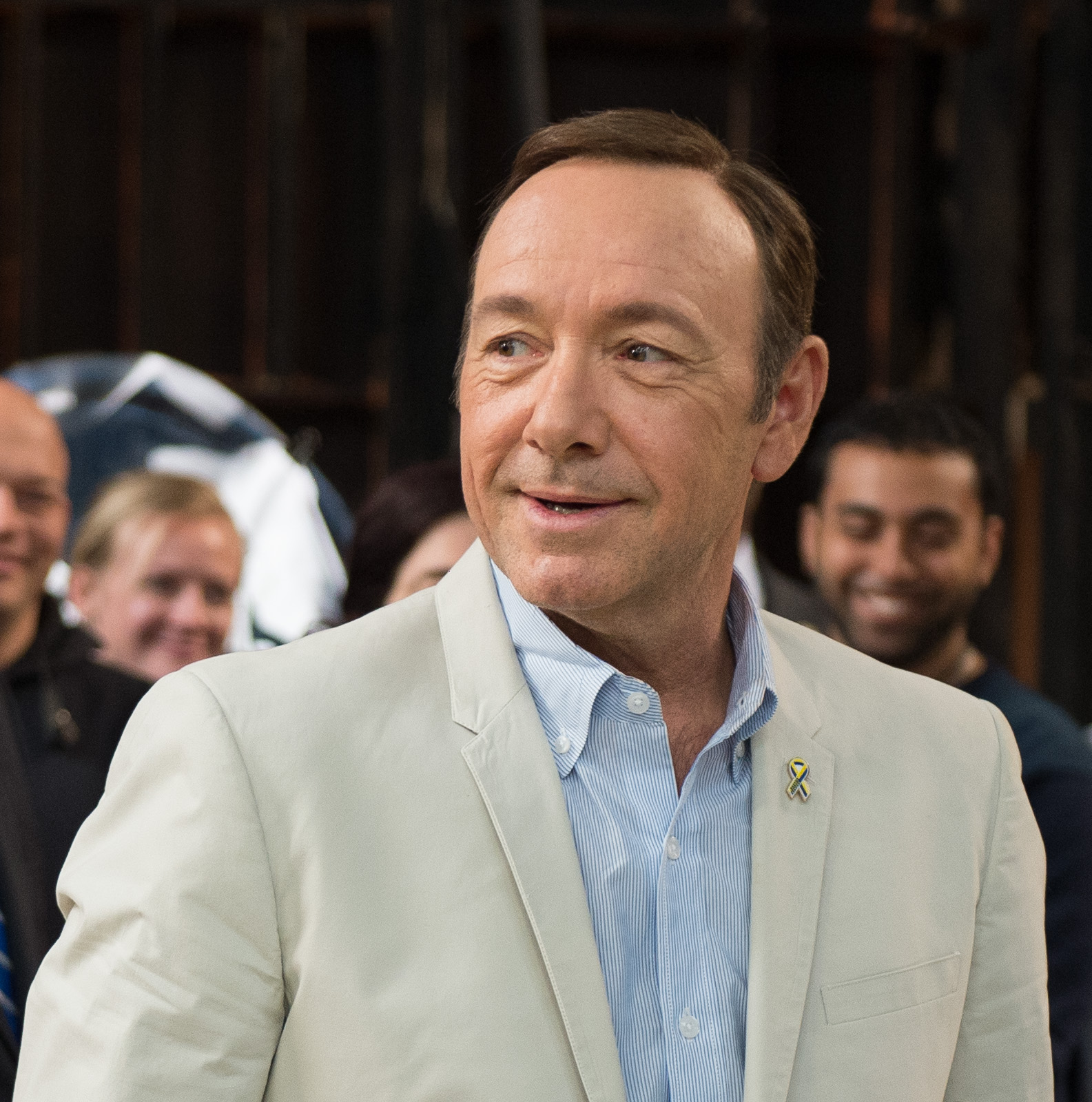
Kevin Spacey, interprete di Lex Luthor nel film Superman Returns.

- Nel 2006 Lex Luthor ritorna come antagonista principale nel film Superman Returns,[53] un "sequel" dei primi due film di Superman, dove è interpretato da Kevin Spacey. Qui Luthor è stato rilasciato dalla prigione pianificando vendetta contro Superman. Luthor finanzia le sue operazioni criminali seducendo una ricca benefattrice anziana. Poi prevede di utilizzare i cristalli kryptoniani, come quello che Superman ha usato per creare la Fortezza della solitudine, per formare un nuovo continente, di sua proprietà, al largo della costa orientale degli Stati Uniti, distruggendo tutto ciò che la circonda e uccidendo un numero incalcolabile di persone nel procedimento. Il nuovo continente, pieno di kryptonite, ha l'effetto di diminuire i poteri di Superman mentre si avvicina. Mentre Superman è indebolito, Luthor lo attacca violentemente, pugnalandolo con un pezzo di kryptonite. Tuttavia, con l'aiuto di Lois Lane e Richard White, Superman si riprende e lancia il nuovo continente nello spazio. Lex scappa in elicottero, ma finisce a secco e rimane bloccato su un'isoletta deserta con la sua nuova compagna, la ricca ereditiera Kitty Kowalski, così come il loro cane.

#### DC Extended Universe

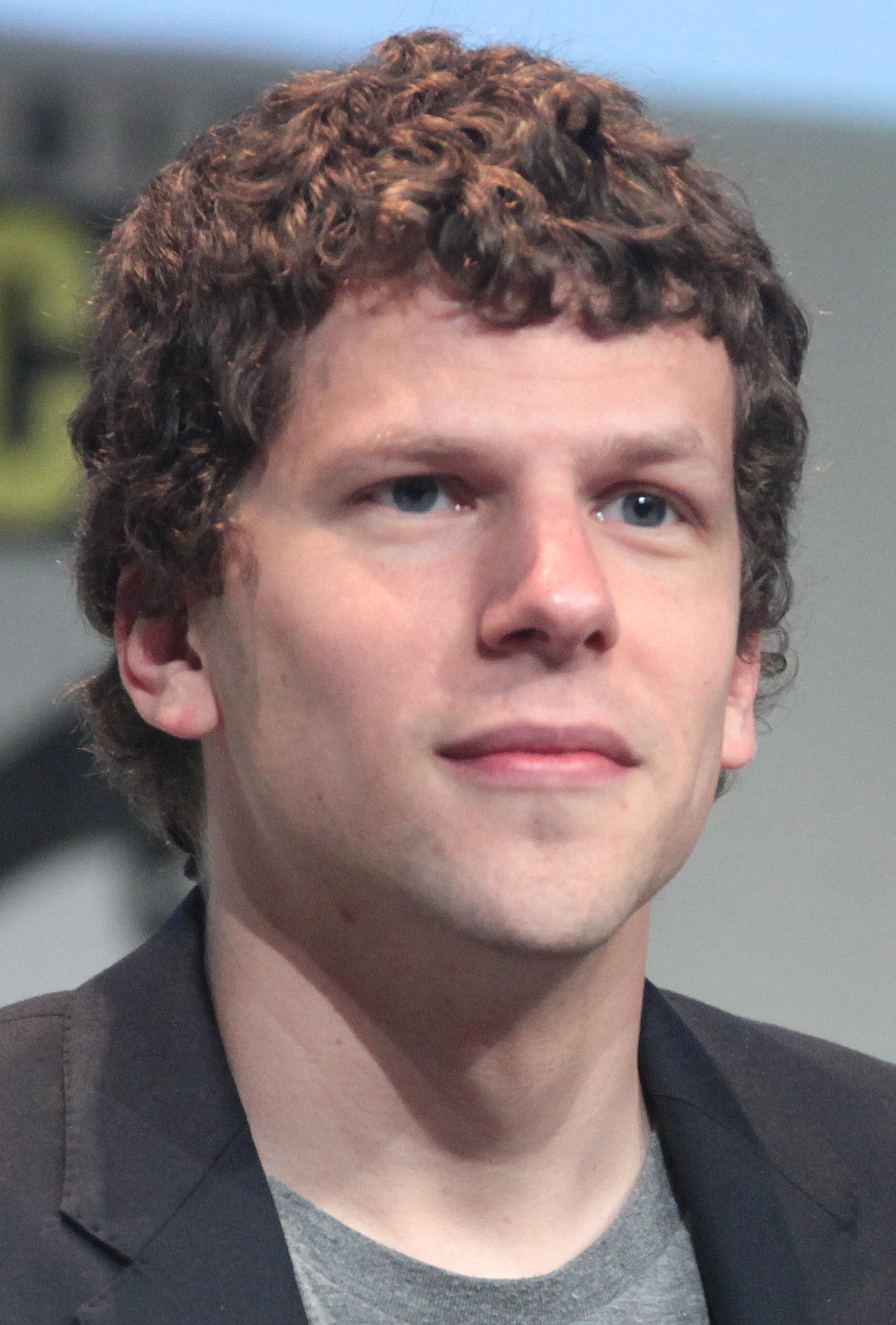
Jesse Eisenberg, interprete di Lex Luthor nel DC Extended Universe, a partire dal film Batman v Superman: Dawn of Justice del 2016.

Lex Luthor comparve all'interno del DC Extended Universe (DCEU), in cui è interpretato da Jesse Eisenberg.
- In Batman v Superman: Dawn of Justice (2016), Alexander "Lex" Luthor, Jr. è l'antagonista principale del film, un geniale ed eccentrico uomo d'affari e amministratore delegato ereditario della LexCorp, il cui status lo rende uno dei pochi a potersi confrontare con Superman.[54] A differenza del solito personaggio pelato sulla quarantina, ha meno di trent'anni e ha i capelli per la maggior parte del film. Caratterizzato da una storia tragica (ha subito gravi abusi da bambino da parte del padre), Lex è definito da Eisenberg come "un narcisista di prim'ordine, ma anche complicato, tormentato, competitivo e vendicativo che non vede Superman come qualcuno da distruggere, ma come una minaccia per l'umanità",[55] facendo in modo che Superman e Batman si diano battaglia, manipolandoli da dietro le quinte. Avendo accesso alla tecnologia kryptoniana e facendo esperimenti sul cadavere del generale Zod, crea Doomsday per uccidere Superman, riuscendo nell'intento, e si inimica Batman, venendo incarcerato.
- In Justice League (2017), Luthor compare solo in una scena dopo i titoli di coda,[56] nel quale incontra Deathstroke dopo l'evasione da Arkham Asylum per mettere insieme un proprio gruppo di supercriminali.
- In Zack Snyder's Justice League (2021), montaggio alternativo di Justice League (2017) voluto da Zack Snyder, Luthor compare sempre nella stessa scena dopo i titoli evaso dall'Arkham Asylum e incontrando Deathstroke, con l'unica differenza che invece di proporli di mettere insieme una propria squadra, gli rivela l'identità segreta di Batman.
- Jesse avrebbe dovuto continuare a interpretare Lex Luthor in altri capitoli del franchise, ma la Warner Bros. non aveva intenzione di continuare il progetto originale del franchise pensato inizialmente da Zack Snyder.[57] Nel 2022 dopo che James Gunn e Peter Safran vennero eletti co-presidente e co-amministratore di DC Films (in seguito rinominati DC Studios), chiusero definitivamente il franchise optando per un soft-reboot.

### DC Universe

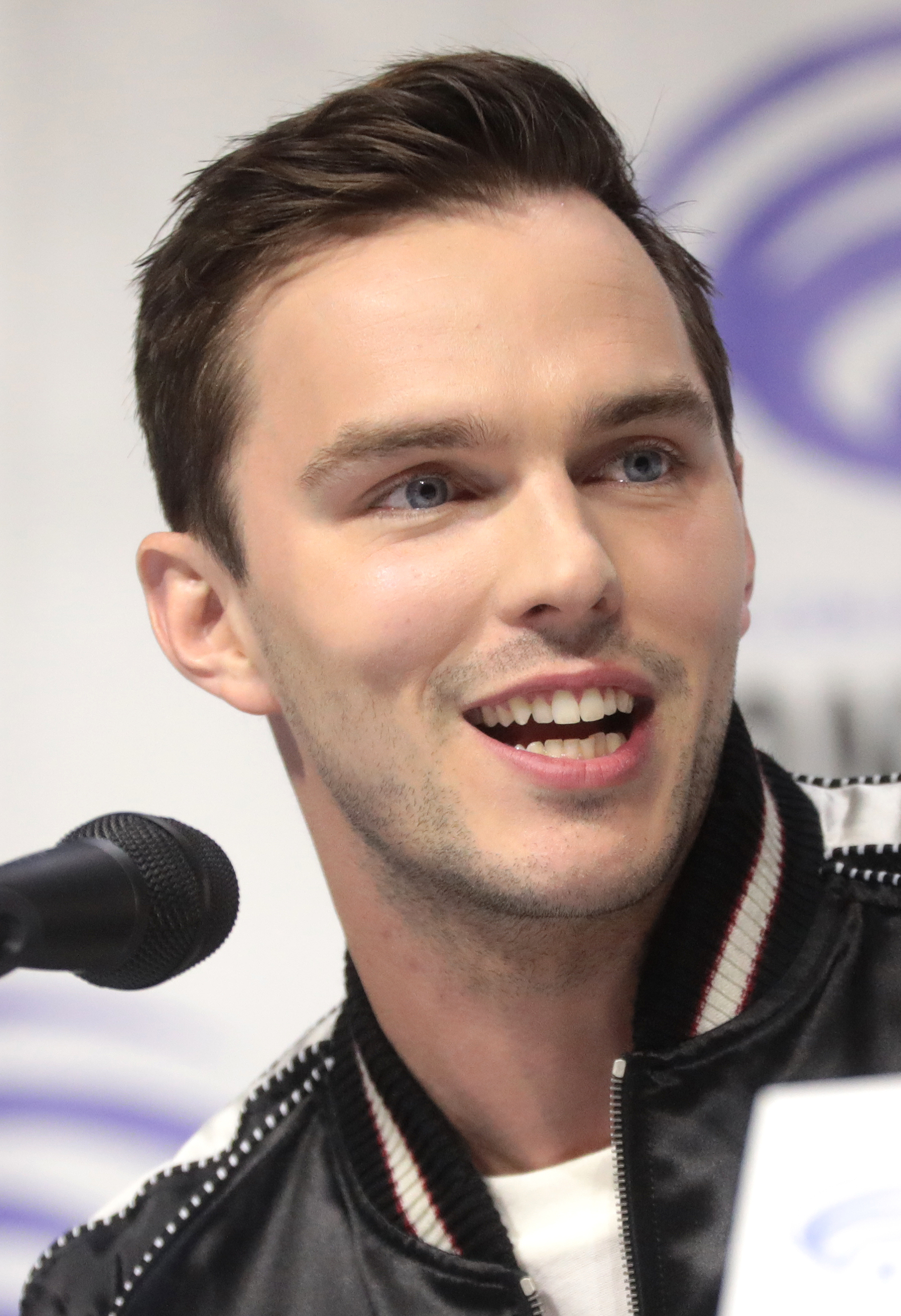
Nicholas Hoult, interprete di Lex Luthor nel DC Universe, a partire dal film Superman del 2025.

Il personaggio compare come antagonista principale nel film Superman (2025), primo del DC Universe (DCU) e soft-reboot del precedente DC Extended Universe, nel quale è interpretato da Nicholas Hoult.

### Televisione

#### Serie animate
- Compare per la prima volta in una serie animata in The New Adventures of Superman (1966).
- In I Superamici del 1973, in cui veste i panni di uno scienziato pazzo, ricalcando quelle che furono le sue origini nei fumetti.
- Appare nella serie Superman del 1988, doppiato da Michael Bell.
- DC Animated Universe, Lex Luthor è uno degli antagonisti principali della saga d'animazione:
  - Superman (1996): Luthor è un ricco e potente magnate a capo della LexCorp che considera Superman una minaccia per l'umanità. Compare anche nello speciale Batman e Superman - I due supereroi, versione home video dell'episodio in tre parti I migliori del mondo trasmesso all'interno della serie stessa.
  - Justice League (2001): è uno degli antagonisti principali, il quale cerca di distruggere Superman e la Justice League.
  - Justice League Unlimited (2004): compare nuovamente nel seguito di Justice League, anche come leader della Legione del destino.
- Compare brevemente anche in Krypto the Superdog.
- Il personaggio appare anche nella quarta stagione di The Batman, sempre doppiato da Clancy Brown.
- Nella serie Batman: The Brave and the Bold (2008) appaiono due versioni del personaggio: la prima è Rohtul, la seconda lo stesso Luthor.
- Lex Luthor è uno degli antagonisti della serie animata Young Justice (2010), nel quale compare nelle prime due stagioni.
- Appare in Justice League Action del 2016.[58]

#### Film d'animazione
- Lex Luthor è uno degli antagonisti del lungometraggio Superman: Doomsday - Il giorno del giudizio del 2007.
- Lex compare nel film Superman/Batman: Nemici pubblici del 2009.
- È uno dei protagonisti del film Justice League: La crisi dei due mondi del 2010, in cui è doppiato da Chris Noth.[59]

#### Serie televisive
- Lex Luthor compare per la prima volta in una serie televisiva live-action Superboy (1988-1992).
- In Lois & Clark - Le nuove avventure di Superman (1993-1997), interpretato dall'attore John Shea.
- Nel serie televisiva Smallville del 2001 Lex Luthor è interpretato da Michael Rosenbaum e doppiato da Emiliano Coltorti.
- Appare in un flashback nella seconda stagione di Supergirl, interpretato da Aidan Fink, mentre compare in tre episodi della quarta stagione interpretato da Jon Cryer, che riprende il ruolo come ricorrente anche nelle stagioni successive fino alla fine della serie compreso il crossover con le altre serie dell'Arrowverse ("Crisi sulle Terre Infinite").
- Nella quarta stagione della serie Titans, appare interpretato da Titus Welliver.
- Nella terza stagione di Superman & Lois, il personaggio viene interpretato da Michael Cudlitz che riprende il ruolo anche nell'ultima stagione.

### Videogiochi
Il personaggio è apparso in numerosi videogiochi:
- Compare in Superman 64 (1999), basato sulla serie animata Superman.
- In DC Universe Online combatte dalla parte dei criminali la battaglia finale e riesce ad uccidere Superman, già indebolito dalla kryptonite. Subito dopo si rivela Brainiac, il vero nemico per la Terra (come lo definisce lui stesso) e decide di tornare indietro nel tempo per avvertire Superman, Wonder Woman e Batman che creeranno una nuova generazione di eroi.
- Lex Luthor inoltre appare nel videogioco Superman Returns  ispirato all'omonimo film del 2006.
- Lex Luthor compare come personaggio giocabile nel picchiaduro del 2008 Mortal Kombat vs DC Universe.
- Compare in due giochi della serie LEGO Batman:
  - LEGO Batman 2: DC Super Heroes del 2012, in cui ricopre il ruolo di antagonista principale insieme al Joker.
  - LEGO Batman 3: Gotham e oltre del 2014, in cui indossa l'armatura per combattere contro Superman, si allea con la Justice League per contrastare la minaccia di Brainiac.
- In Injustice: Gods Among Us del 2013, indossa un'armatura targata Lexcorp che ne potenzia il fisico. La versione alternativa della Terra Unita (diversa da quella originale), inizia come amico di Superman, ma ben presto, già conscio della follia del kriptoniano partita dalla morte di Lois Lane, collaborerà con la Resistenza guidata da Batman, e costruirà una pistola di kriptonite.
- Nel videogioco Batman: Arkham Knight del 2015 è possibile vedere manifesti della LexCorp a giro per la mappa; inoltre, nell'attico delle Wayne Tower, è possibile ascoltare una registrazione audio nella quale Lex Luthor invita Bruce Wayne a fare affari con lui.
- È uno dei numerosi personaggi giocabili di LEGO Dimensions (2015).